# Carl von Thieme
Carl von Thieme (Erfurt, 30 de abril de 1844 — Munique, 10 de outubro de 1924) foi um empresário alemão, co-fundador das empresas alemães de seguros e serviços financeiros Munich Re (em 1880, junto com Theodor von Cramer-Klett e Wilhelm von Finck) e da Allianz (em 1890, junto com Wilhelm von Finck).